# قوات الصدمة
كانت Stoßtrupp-Hitler أو قوات الصدمة ("Shock Troop-Hitler") وحدة حراسة شخصية صغيرة لم تدم طويلًا أنشئت خصيصًا لأدولف هتلر في عام 1923.  ومن بين الأعضاء البارزين رودولف هيس وجوليوس شريك وجوزيف بيرشتولد وجوزيف بيرشتولد وإميل موريس وErhard Heiden وأولريش جراف وBruno Gesche .

## التكوين

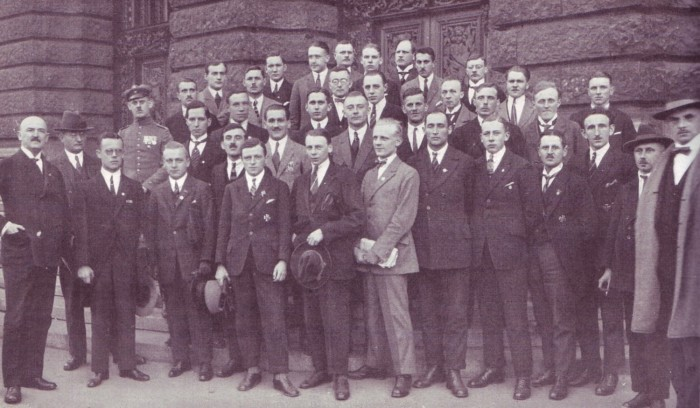
المتهمون في محاكمة 40 عضواً من "قوات الصدمة".

في الأيام الأولى للحزب النازي، أدركت القيادة أن هناك حاجة إلى وحدة حراسة شخصية مؤلفة من رجال متحمسين وموثوق بهم. قام إرنست روم بتكوين حراسة من 19.Granatwerfer-Kompanie؛ من هذا التكوين تطورت كتيبة العاصفة (SA) قريبا. في أوائل عام 1923، أمر هتلر بتشكيل وحدة حراسة شخصية منفصلة. كانت مكرسة لخدمته بدلاً من «كتلة مشبوهة» للحزب، مثل كتيبة العاصفة.  ي الأصل كانت الوحدة مكونة من ثمانية رجال فقط، بقيادة يوليوس شريك وجوزيف بيرشتولد.  وقد تم تعيين Stabswache (حارس الموظفين).  تم إصدار Stabswache شارات فريدة من نوعها، ولكن في هذه المرحلة كان Stabswache لا يزال تحت السيطرة الشاملة لكتيبة العاصفة. بعث Schreck إحياء استخدام توتنكوبف (أي الجمجمة) كشعار للوحدة، وهو رمز استخدمته مختلف قوى النخبة في جميع أنحاء المملكة البروسية والإمبراطورية الألمانية اللاحقة. 
في مايو 1923، تم تغيير اسم الوحدة إلى Stoßtrupp –Hitler.  لم يكن عدد الوحدات يتجاوز 20 عضوًا في ذلك الوقت.  كلهم اعتبروا أنصار هتلر.  وفقًا لمعجم بافاريا التاريخي، كان للوحدة في وقت لاحق حوالي 100 عضو. في 9 نوفمبر 1923، شاركت قوات الصدمة، جنبًا إلى جنب مع كتيبة العاصفة والعديد من الوحدات شبه العسكرية النازية، في انقلاب بير هولالفاشلة في ميونيخ. في أعقاب ذلك، تم سجن هتلر وتم حل حزبه وجميع التشكيلات المرتبطة به، بما في ذلك قوات الصدمة. 

## أعضاء بارزون
- رودولف هيس [2]
- يوليوس شريك [2]
- جوزيف بيرشتولد [2]
- اميل موريس [2]
- ارهارد هايدن [2]
- أولريش جراف [2]
- برونو جيتشه [2]
- كريستيان ويبر [2]
- كارل فيلر [2]
- والتر بوخ [2]
- هيرمان فوبك [2]
- كارل لافورسي [6]
- فيلهلم لافورس [7]
- جوزيف جيروم [8]
- هانز كالينباخ [9]
- فيليب كيتزنجر [10]
- الويس روزنوينك [11]

### اقتباسات
1. ↑  Mitchell 2008.
2. 1 2 3 4 5 6 7 8 9 10 11 12 13 14 15 16  McNab 2009.
3. 1 2  Weale 2010.
4. ↑  Stoßtrupp Hitler, 1923, Paul Hoser. نسخة محفوظة 21 يوليو 2018 على موقع واي باك مشين.
5. ↑  Wegner 1990.
6. ↑  Helge Dvorak: Biographisches Lexikon der Deutschen Burschenschaft. Vol I Politiker, Teilband 3: I–L. Winter, Heidelberg 1999,
7. ↑  Andreas Schulz / Dieter Zinke: Die Generale der Waffen-SS und der Polizei. Vol. 3. Biblio-Verlag, Bissendorf 2008, (ردمك 3-7648-2375-5), p. 354.
8. ↑  Elke Fröhlich: Die Herausforderung des Einzelnen. Geschichten über Widerstand und Verfolgung. In: Martin Broszat, Elke Fröhlich (Hrsg.): Bayern in der NS-Zeit. 6. Oldenbourg, Munich, Vienna 1983, (ردمك 3-486-42411-4), pp. 76–114.
9. ↑  Heinz Höhne: Mordsache Röhm. Hitlers Durchbruch zur totalen Macht, Reinbek bei Hamburg 1984.
10. ↑  Reinhard Weber: Das Schicksal der jüdischen Rechtsanwälte in Bayern nach 1933, pp. 128–129, Oldenbourg Wissenschaft Verlag, 2006.
11. ↑  Heinz Höhne: Der Orden unter dem Totenkopf, 1967, p. 83.

### قائمة المراجع
- Flaherty، T. H. (2004) [1988]. The Third Reich: The SS. Time-Life Books, Inc. ISBN:1-84447-073-3.
- McNab، Chris (2009). The SS: 1923–1945. Amber Books Ltd. ISBN:978-1-906626-49-5.
- Mitchell، Otis (2008). Hitler's Stormtroopers and the Attack on the German Republic, 1919-1933. McFarland Publishing. ISBN:978-0786477296.
- Weale، Adrian (2010). The SS: A New History. London: Little, Brown. ISBN:978-1408703045.
- Wegner، Bernd (1990). The Waffen-SS: Organization, Ideology and Function. Blackwell. ISBN:0-631-14073-5.